# (200350) 2000 KV27
(200350) 2000 KV27 es un asteroide perteneciente al cinturón de asteroides descubierto el 28 de mayo de 2000 por el equipo del Lincoln Near-Earth Asteroid Research desde el Laboratorio Lincoln, Socorro, Nuevo México, Estados Unidos.

## Designación y nombre
Designado provisionalmente como 2000 KV27.

## Características orbitales
2000 KV27 está situado a una distancia media del Sol de 2,353 ua, pudiendo alejarse hasta 2,969 ua y acercarse hasta 1,738 ua. Su excentricidad es 0,261 y la inclinación orbital 8,856 grados. Emplea 1319,13 días en completar una órbita alrededor del Sol.

## Características físicas
La magnitud absoluta de 2000 KV27 es 16,3. Tiene 2,738 km de diámetro y su albedo se estima en 0,078. 